# مهاجر (فیلم ۱۳۶۸)
مهاجر فیلمی به کارگردانی و نویسندگی ابراهیم حاتمی‌کیا محصول سال ۱۳۶۸ است. این فیلم در تاریخ ۶ تیر ۱۳۶۹ در سینماهای ایران اکران شده‌است.

## خلاصه فیلم
هواپیماهای بدون سرنشین مهاجر که از روی زمین کنترل می‌شود جهت انجام عملیاتی شناسایی در پشت خطوط دشمن به کار گرفته می‌شوند. به‌دلیل برد محدود دستگاه کنترل، خلبانان در دو ایستگاه مقابل، رودرروی هم و در خطوط دشمن مستقر می‌شوند. خلبانی که به خطوط دشمن نفوذ کرده، در حالی که با دشمن درگیر می‌شود، با مهارت عملیات شناسایی را انجام می‌دهد و هواپیما را در هوا تحویل خلبان دوم می‌دهد. در حالی که خود در آخرین لحظات کشته می‌شود.

## بازیگران
| بازیگر                    | نقش      |
| ------------------------- | -------- |
| علیرضا خاتمی              | اسد      |
| سید محمد ابراهیم اصغرزاده | محمود    |
| علیرضا حیدری              | غفور     |
| اصغر نقی‌زاده              |          |
| غلامرضا علی‌اکبری          | رئوفی    |
| علیرضا زاهدی              | سعید     |
| فرید امیری                | جواد     |
| علیرضا مهدوی              | اصغر     |
| سید محمد فاطمی            | حاج کاظم |
| بهروز شفیعی               | علی      |

## یادداشت
1. ↑  به ترتیب تیتراژ
2. ↑  نوشته شده در تیتراژ

## جشنواره‌ها
- برنده سیمرغ بلورین بهترین فیلم در هشتمین دوره جشنواره فیلم فجر - ۱۳۶۸
- برنده سیمرغ بلورین بهترین جلوه‌های ویژه (اصغر پورهاجریان) در هشتمین دوره جشنواره فیلم فجر - ۱۳۶۸
- برنده سیمرغ بلورین بهترین صداگذاری (محسن روشن) در هشتمین دوره جشنواره فیلم فجر - ۱۳۶۸
- برنده سیمرغ بلورین بهترین موسیقی متن (کریم گوگردچی) در هشتمین دوره جشنواره فیلم فجر - ۱۳۶۸
- برنده سیمرغ بلورین بهترین پوستر (اعلان دیواری) (مرتضی ممیز) در نهمین دوره جشنواره فیلم فجر - ۱۳۶۹
- برنده دیپلم افتخار بهترین فیلم‌نامه (ابراهیم حاتمی‌کیا) در هشتمین دوره جشنواره فیلم فجر - ۱۳۶۸
- برنده تندیس بهترین کارگردانی (ابراهیم حاتمی‌کیا) در سومین دوره جشنواره دفاع مقدس - ۱۳۶۹
- برنده دیپلم افتخار ویژه هیأت داوران بهترین تهیه‌کنندگی (حوزه هنری، سازمان تبلیغات اسلامی) در سومین دوره جشنواره دفاع مقدس - ۱۳۶۹
- برنده تندیس بهترین فیلمبرداری (محمدتقی پاکسیما) در سومین دوره جشنواره دفاع مقدس - ۱۳۶۹
- برنده تندیس بهترین جلوه‌های ویژه (اصغر پورهاجریان) در سومین دوره جشنواره دفاع مقدس - ۱۳۶۹